# Gibby Mbasela
Gibby Mbasela (ur. 26 października 1962 w Kitwe, zm. 1 maja 2000 tamże) – zambijski piłkarz występujący na pozycji napastnika. W swojej karierze rozegrał 29 meczów i strzelił 8 goli w reprezentacji Zambii.

## Kariera klubowa
Swoją karierę piłkarską Mbasela rozpoczął w klubie Big Coke FC, w którym zadebiutował w 1983 roku. W 1986 roku grał w Kalulushi Modern Stars, a w 1987 roku w Mufulirze Wanderers. W latach 1988–1989 ponownie grał w Kalulushi Modern Stars, a w latach 1990–1991 był piłkarzem Nkany FC, z którą w sezonie 1990 wywalczył mistrzostwo Zambii, a w sezonie 1991 został wicemistrzem Zambii i zdobył Puchar Zambii.
W latach 1991–1993 Mbasela grał w niemieckim klubie Union Berlin. Następnie w 1993 odszedł do tunezyjskiego Espérance Tunis, z którym w sezonie 1993/1994 wywalczył mistrzostwo Tunezji. W 1994 roku wrócił do ojczyzny i do 1998 grał w Nkanie FC. W latach 1999–2000 występował w Kalulushi Modern Stars.

## Kariera reprezentacyjna
W reprezentacji Zambii Mbasela zadebiutował 6 listopada 1988 roku w zremisowanym 0:0 meczu Pucharu CECAFA 1988 z Etiopią, rozegranym w Blantyre. W 1992 roku powołano go do kadry na Puchar Narodów Afryki 1992. Zagrał na nim w trzech meczach: grupowych z Egiptem (1:0) i z Ghaną (0:1) oraz w ćwierćfinale z Wybrzeżem Kości Słoniowej (0:1 po dogrywce).
W 1994 roku Mbasela został powołany do kadry na Puchar Narodów Afryki 1994. Wystąpił na nim w jedynie w grupowym meczu z Wybrzeżem Kości Słoniowej (1:0). Z Zambią wywalczył wicemistrzostwo Afryki. Od 1988 do 1997 rozegrał w kadrze narodowej 29 spotkań i strzelił 8 bramek.